# Spinout (filme)
Spinout (no Brasil, Minhas Três Noivas), é um filme de comédia romântica de 1966, dirigido por Norman Taurog e protagonizado por Elvis Presley.

## Sinopse
Mike McCoy (Elvis Presley), é um piloto de corridas e cantor de uma banda. Por ser bem sucedido, Mike atrai para si um bando de mulheres, principalmente três: sua companheira de banda, a baterista Les (Deborah Walley), Cynthia Foxhugh (Shelley Fabares), filha do magnata Howard Foxhugh (Carl Betz) e por fim a escritora Diana St. Clair (Diane McBain), que está prestes a acabar de escrever seu novo livro The Perfect American Male.

## Elenco
- Elvis Presley: Mike McCoy
- Shelley Fabares: Cynthia Foxhugh
- Diane McBain: Diana St. Clair
- Dodie Marshall: Susan
- Deborah Walley: Les
- Jack Mullaney: Curly
- Will Hutchins: Lt. Tracy Richards
- Warren Berlinger: Philip Short
- Jimmy Hawkins: Larry
- Carl Betz: Howard Foxhugh
- Cecil Kellaway: Bernard Ranley
- Una Merkel: Violet Ranley
- Frederick Worlock: Blodgett
- Dave Barry: Harry

## Informações
Os roteiristas Theodore J. Flicker e George Kirgo estavam para escrever um roteiro para Sonny e Cher, porém receberam uma ligação da Metro pedindo para que escrevessem um para Elvis. O roteiro foi escrito às pressas e foi aprovado pelo agente do cantor, Tom Parker. Mesmo tendo gostado, Parker sugeriu que fossem incluídas algumas coisas, como carros de corridas e cachorros. Seu pedido foi atendido prontamente, porém, os roteiristas tiveram que mudar o foco do roteiro original, fazendo com que o enredo fosse mais romântico.